# Ferrovia Belgrado-Šid
La ferrovia Belgrado-Šid (Пруга Београд—Шид in serbo), ufficialmente denominata Linea 1, è una linea ferroviaria serba che unisce la capitale serba Belgrado con la località di Šid, presso il confine croato. Oltrefrontiera forma parte della rete ferroviaria croata e prosegue verso Zagabria come ferrovia Novska-Tovarnik.
La ferrovia, interamente elettrificata e a binario doppio, forma parte del corridoio paneuropeo X che unisce Salisburgo a Salonicco.

## Percorso
| Continuation backward |

| Station on track |

| Unknown route-map component "GRZq" + Restricted border on track |

| Station on track |

| Unknown route-map component "exCONTgq" | Unknown route-map component "eABZgr" |  |

| Stop on track |

| Stop on track |

| Station on track |

| Stop on track |

| Stop on track |

| Stop on track |

| Station on track |

| Station on track |

| Station on track |

| Unknown route-map component "CONTgq" | Unknown route-map component "ABZgr" |  |

| Stop on track |

| Station on track |

| Station on track |

|  | Junction both to and from left | Unknown route-map component "CONTfq" |

| Station on track |

| Stop on track |

| Station on track |

| Station on track |

| Unknown route-map component "CONTgq" | Unknown route-map component "ABZgr" |  |

| Stop on track |

| Station on track |

| Stop on track |

| Station on track |

| Stop on track |

| Station on track |

| Unknown route-map component "bSHI2rxl" |

| Unknown route-map component "hKRZWae" | Unknown route-map component "exhKRZWae" |

| Unknown route-map component "exdCONTgq" | Unknown route-map component "eKRZo" | Unknown route-map component "exKRZo" | Unknown route-map component "exdCONTfq" |

| Unknown route-map component "exdCONTgq" | Unknown route-map component "eKRZo" | Unknown route-map component "exABZgr+r" | Unknown route-map component "d" |

| Enter and exit tunnel | Unknown route-map component "exKBHFe" |

| Unknown route-map component "BS2l" | Unknown route-map component "BS2c3" |

| Station on track |

| Unknown route-map component "tSTRa" |

| Unknown route-map component "tCONTgq" | Unknown route-map component "tABZqlr" | Unknown route-map component "tCONTfq" |